# Kovács Magda (énektanár)
Kovács Magda (Pestújhely, 1937. január 10. – Budapest, 2018. december 16.) magyar zongoraművész, ének- és zenetanár. A Magyar Zenei Kulturális Alapítvány kuratóriumának tagja.

## Életpályája
Pestújhelyen született, 1937. január 10-én kispolgári családba. Édesanyja leánya neveltetésére különleges figyelmet fordított. Németül beszélő házitanítónőt fogadott mellé, akrobatikára járatta és kislányként tagja lett Lakner Bácsi Gyermekszínházának is. Gyermekkorában előbb balettozni, szteppelni majd zongorázni tanult. Később néptáncos lett és harmonikázni tanult. Egyik felfedezője, mentora és családjának régi barátja Horváth Jenő zeneszerző volt. Gyermekkori színházi munkáiról korábban így nyilatkozott:

„Hízásra hajlamos kisleány voltam. Anyukám úgy megmozgattatott, hogy négy-ötévesen már a Fővárosi Operettszínházban léptem fel. Szteppeltem és énekeltem Latabár Kálmánnal, Pintér Zoltán - Békeffi István: Latyi Matyi a furfangos cukrászinas című darabjában, de például Kiss Manyival is szerepeltem Buday Dénes - Kellér Dezső - Halász Rudolf: Fityfiritty című darabjában... Majd szólóharmonikáztam az Állami Népi Együttesben...
A zeneszerző Horváth Jenő, négyéves koromban megállapította rólam, hogy kiváló zongorakísérő leszek! Beosztotta az életemet: mikor, mit kell tanulnom: zenede, diploma és, hogy más műfajokkal is foglalkozzam...”

A rákospalotai Dózsa György Gimnáziumban érettségizett. Zenei tanulmányait, zongora óráit több helyen és többféle stílusban folytatta.

„A Wolf Bandinál kezdtem dzsesszt tanulni, aztán a Vécsey Ernőnél, majd a Szabó Jóskánál. Este 10-re jártam órákat venni a Szabó Jóskához a Bristol Szállóba...Megtanultam improvizálni és Czerny-t játszottam dzsessz-ben...Név nélkül a Filmgyár akkori, csodálatos tehetségű zongoristája, aki egyébként Kodály Zoltán tanítványa is volt és a Zeneakadémián az improvizációt is tanította, egy alkalommal felugrott és kijelentette, hogy ő nem azért kapta istentől a tehetségét, hogy 10 percig folyamatosan improvizáljon...így kerültem akkor az ő helyére, a Filmgyárba...”

Komolyzenei tanulmányait a Zeneakadémián végezte, itt többek között Kistétényi Melinda orgonaművész növendéke volt. A korabeli kritikusok Fischer Annie utódját látták benne, ám kéztöréses balesetei miatt az élete másképpen alakult. 10 évig Budapest XV. kerületében a Csokonai Művelődési Ház igazgatója volt. Itt népművelőként számos rendezvényt szervezett, és mellette zongorakísérőként is tevékenykedett. (Az egyik rendezvényre egy alkalommal nem érkezett meg a zongorakísérő, így egy beugrásnak köszönhetően kezdődött zongorakísérői pályája.) Igazgatói munkája alatt itt, nála kezdte pályáját: Dévényi Tibor, mint konferanszié, B. Tóth László, mint lemezlovas, de a beat korszak számos hazai zenésze is itt kapott fellépési lehetőséget. Kultúrház igazgatóként sokat tett a XV. kerület közösségi és kulturális életének fellendüléséért. Társastánc tanfolyamot indított, kórust, filmvetítéseket szervezett stb. Óraadó tanárként rövid ideig tanított a Színház- és Filmművészeti Főiskolán és Toldy Máriával közösen is. Később az Országos Szórakoztatózenei Központ (OSZK) tanára is volt. Számos koncerten zongorakísérőként lépett fel. Néhány név azok közül, akiket zongoristaként kísért: Aradszky László, Koós János, Hofi Géza; Mátrai Zsuzsa; Ambrus Kyri;  Cserháti Zsuzsa; Leblanc Győző; Gyurkovics Zsuzsa; Sárosi Katalin; Zsoldos Imre stb. Zongorakísérőként a zongora mögött ülve figyelte az énekeseket, és ez a figyelem és az itt szerzett tapasztalatai lettek énektanári módszereinek az alapjai. Zongoraművészi és tanári diplomája mellett népművelőként és pszichológusként a debreceni Kossuth Lajos Tudományegyetem bölcsész karán diplomázott. Esztéta diplomáját a marxista egyetemen szerezte. Miután a művelődési háztól eljött, zongorakísérőként lépett fel különböző rendezvényeken, koncerteken, ahol számos előadóművésszel, zeneszerzővel, zenésszel került kapcsolatba. Egy kedves anekdotát mesélt abból az időszakból, amikor az Országos Filharmónia művésze lett:

„Gyarmati Pista Magyarország legjobb zongorakísérője volt, de táncdalt nem tudott még akkoriban jól kísérni. A táncdalénekesek nem akartak vele fellépni. Én akkoriban zongorakísérőként már jónéhány fellépésen túl voltam, így szépen elmagyaráztam neki hogyan csinálja és függöny mögül én instruáltam Gyarmatit... ezután nem sokkal a Filharmóniában kellett vizsgáznom, hogy zongorakísérőként aktív lehessek. Megyek fel a lépcsőn és jött Gyarmati Pista is. - Hát te, mit csinálsz itt? - kérdezte Pista. - Vizsgázni jöttem... - válaszoltam. - És te? - kérdeztem. - Én vizsgáztatok! - válaszolta... Na, ne!!”

Nyugdíjba vonulása idején alapította zeneiskoláját, azzal a céllal, hogy kinevelje az új zenés polgári középosztályt. A Kovács Magda Polgári Zenetanoda (KMZT) elnevezés Pere János ötlete alapján valósult meg. Tanítványait megfigyelve és önmagát folyamatosan képezve fejlesztette ki saját énektanítás módszerét, mely személyre szabott volt és a folyamatos kísérletezés eredményeképpen folyamatosan meg is újult. Sokféle műfajban tanított, tánczenétől a musicalig, magyar nótától az operettig, sőt operaénekes növendékei is voltak.
2018. december 16-án hunyt el. Hamvait a Pestújhelyi Keresztelő Szent János Templom urnatemetőjében helyezték el.

### Tanítványai közül néhány név
Az alábbi művészek hosszabb-rövidebb ideig jártak hozzá énekórákra, hangképzésre, stílusra, korrepetícióra:
Szegedi Molnár Géza parodista, színész; Szécsi Pál táncdalénekes; Fábián Éva popénekes; Jákó Vera nótaénekesnő; Kovács Apollónia népdalénekes, színésznő; Vágó Bernadett színésznő, musicalénekes; Bálint Natália operaénekes (mezzoszoprán); Berentei Péter táncdalénekes; Bíró Ica (Metál Lady) fitnesz-szakértő, modell; Aradi Tibor humorista; Rácz Gergő énekes, zeneszerző; Erdőhegyi Brigitta énekesnő; Lovay László nótaénekes